# Еміль Тума

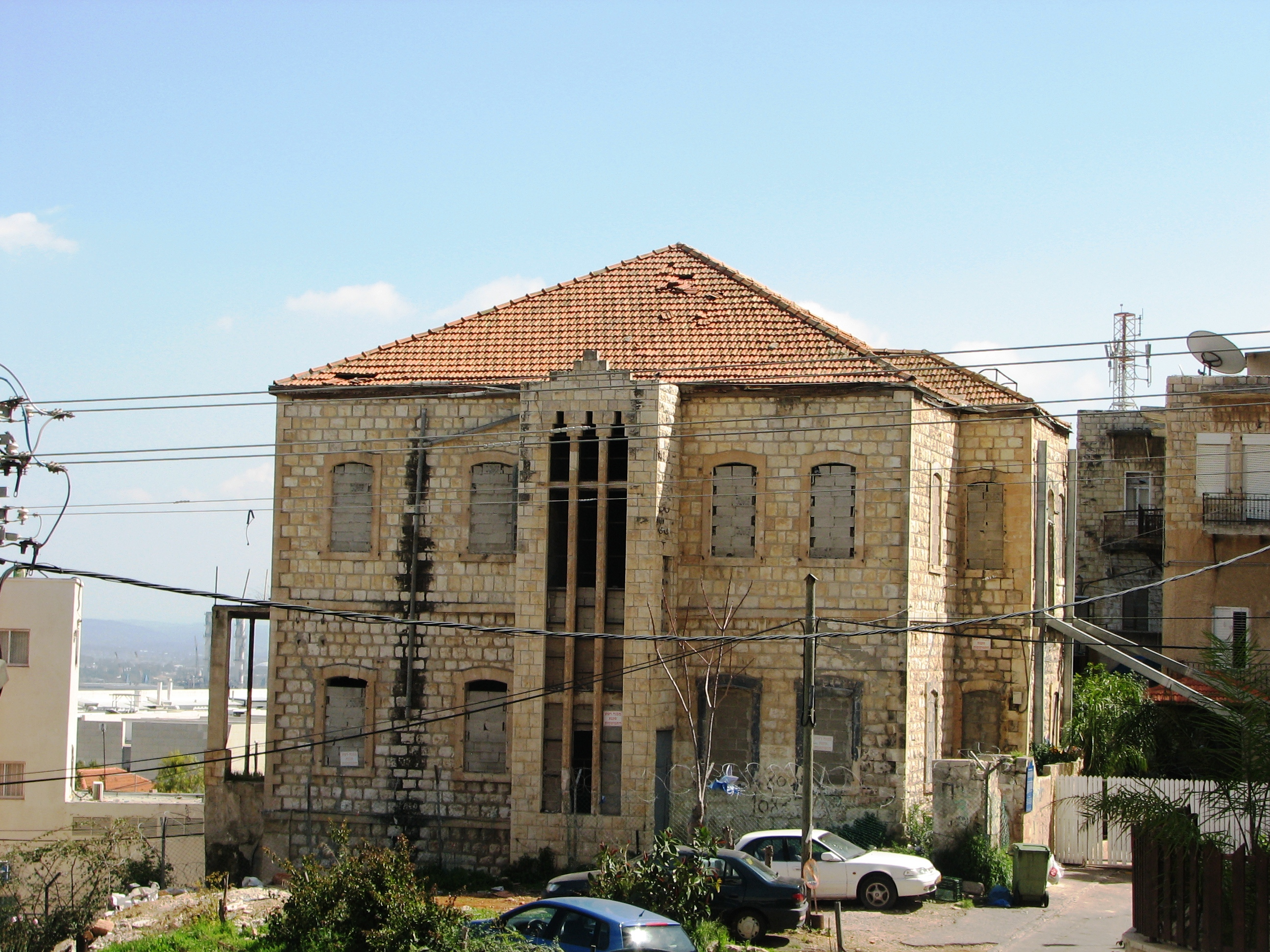
Будинок сім'ї Тума
Фото: © Hanay, CC BY-SA 3.0

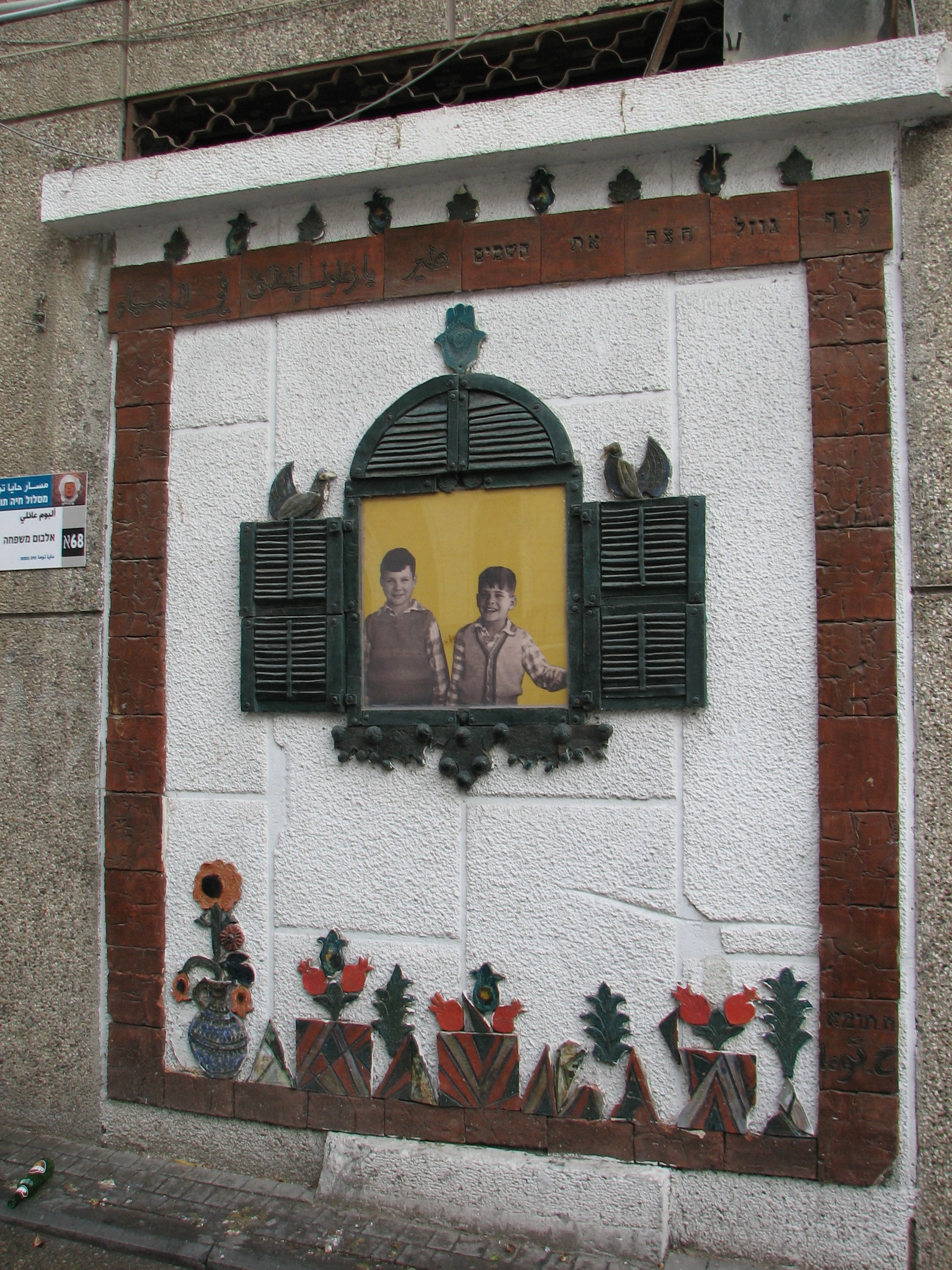
«Сімейний альбом». Робота Хаї Тума. Фрагмент вулиці Еміля Туми у Ваді Ніснас. Зображення дітей родини Тума
Фото: © Hanay, CC BY-SA 3.0

Ем́іль Т́ума (араб. إميل توما, івр. אמיל תוּמָא; 16 березня 1919 — 27 серпня 1985) — історик та лідер арабо-ізраїльської громадськості, ключовий активіст Комуністичної партії Ізраїлю.

## Біографія
Еміль Тума народився в Хайфі в заможній християнській арабській родині, син Ґабріеля Тума і племінник Міхаеля Тума, який багато років був членом міської ради Хайфи. Він навчався в початковій школі в Хайфі і отримав середню освіту в єрусалимській середній школі єпископа Самуеля Ґобата. Там він навчався у Раїфа Хурі, ліванського письменника-комуніста, який вплинув на його комуністичний світогляд. 1937 року він почав вивчати право в Кембриджському університеті, і став активним членом Комуністичної партії Великобританії. Тума повернувся до Хайфи з початком Другої світової війни. Він вступив до Комуністичної партії Палестини (КПК) і був призначений першим редактором її арабомовної газети «Аль-Іттіхад». Разом з Фуадом Насаром, Емілем Хабібі та Тауфіком Тубі він почав організовувати профспілки палестинських робітників. У 1943 році став одним із засновників партії «Ліга національного визволення у Палестині». У 1960-х роках отримав у Москві докторську ступінь з історії на тему арабського націоналізму. У 1971 році був одним з ініціаторів створення «Асоціації арабських вчених в Ізраїлі». У 1975 році разом з Цалібою Хамісом обіймав посаду секретаря «Комітету захисту арабських земель».
Протягом багатьох років Тума був членом політичного бюро «Макі» та членом Національного секретаріату партії «Хадаш». Написав десятки книг, есе та статей. Його єдина книга, перекладена івритом, — «Палестинський національний рух і арабський світ» (івр. התנועה הלאומית הפלסטינית והעולם הערבי, «Міфрас», 1990). До 1948 року Тума жив у Хайфі в будинку, збудованому 1912 року його батьком, навпроти будинку Саліма Хурі, по вулиці Пророків, 3. Потім вони були змушені покинути будинок через його розташування на «лінії шва», і більше не повернулися туди. Будинок зведений у ліуанському стилі (будинок із центральною залою). Будинок мав бути знесеним, щоб побудувати дорогу, але згодом будівлю вирішили зберегти за рішенням комітету муніципалітету Хайфи.

### Сім'я
Сестра Еміля Туми, Ольґа, була дружиною депутата Тауфіка Тубі. З 1954 року Тума жив з Хаєю Тума, єврейкою, народженою в Кишиневі, художницею-керамісткою. 1962 року вони одружилися в Москві, перебуваючи там. Історія кохання Хаї та Еміля надихнула автора Самі Міхаеля написати книгу «Захист» (івр. חסות).
Еміль Тума помер у Хайфі в 1985 році. На його надгробку, на християнсько-православному кладовищі в Хайфі, було викарбувано речення з однієї з його книг: «Я любив свій народ і свою Батьківщину без зупинки, і вірив повною вірою в братерство народів». Через рік після його смерті партія «Макі» заснувала Інститут палестинських та ізраїльських досліджень імені Еміля Тума у Хайфі. У нього залишилися дружина та двоє синів. Син Міхаель — художник, який живе в Лейпцизі та Хайфі. 
У 2004 році на його честь названо вулицю у Ваді Ніснас.

## Виноски
1. ↑  NUKAT — 2002.
2. ↑  וליד כרכבי, היכל עיריית חיפה - 65 שנה להקמת הבניין 2007-1942, העמותה לתולדות חיפה, 2007 עמוד 16
3. ↑  אמציה פלד, רחוב תומא, בתוך "מדריך רחובות חיפה", באתר האינטרנט של עיריית חיפה